# Chitarra battente
Chitarra battente – gitara, której autorem był Giorgio Sellas. Pochodzi z XVII wieku.
Instrument posiada metalowe struny wytwarzające głośniejszy dźwięk. Pięć par strun podtrzymywanych jest przez strunnik, który przyczepiony jest do dołu pudła.  Była ona zaopatrzona w metalowe próżki, a do grania zwykle wykorzystywano kostkę. Ten konkretny egzemplarz posiada szyjkę bogato zdobioną macicą perłową i okolony jest dekoracyjną inkrustacją z kości słoniowej. Ma wypukły tył zrobiony z hebanowych listew z inkrustowanym ornamentem.